# Raymond Le Bourdon
Raymond Joseph Marie Le Bourdon (* 18. März 1861 in Châteauneuf-du-Faou, Département Finistère; † 22. September 1937) war ein französischer Regierungsbeamter, der Präfekt verschiedener Départements sowie zwischen 1919 und 1923 Staatsminister von Monaco war.

## Leben
Le Bourdon trat am 1. Februar 1887 in den Regierungsdienst ein und war Kabinettschef des Präfekten des Département Finistère, Rat in der Präfektur des Département Eure-et-Loir sowie des Département Loiret. Danach fungierte er als Unterpräfekt des Kanton Gien und des Kanton Dinan sowie anschließend als Generalsekretär der Präfektur des Département Seine-et-Marne. Daraufhin war er noch Unterpräfekt des Kanton Autun, Unterpräfekt im Département Vendée sowie des Département Eure-et-Loir.
Er wurde am 28. Oktober 1911 Präfekt des Département Manche und bekleidete diese Funktion bis 1913. Ihm wurde am 24. Juli 1912 das Ritterkreuz der Ehrenlegion verliehen. Im Anschluss wurde er 1913 Präfekt des Département Indre-et-Loire und verblieb in dieser Funktion bis 1919. Für seine dortigen Verdienste wurde ihm am 3. Februar 1919 das Offizierskreuz der Ehrenlegion verliehen. Danach war er zudem kurzzeitig als Nachfolger von André Chapron vom 22. Januar 1919 bis zu seiner Ablösung durch Louis Thibon am 20. Februar 1919 Präfekt des Département Marne.
Am 19. Februar 1919 löste Le Bourdon schließlich Georges Jaloustre als Staatsminister von Monaco ab und verblieb in dieser Position bis zum 11. August 1923, woraufhin Maurice Piette seine Nachfolge antrat.